# Jovan Stojoski
Jovan Stojoski (serbisch-kyrillisch Јован Стојоски; * 26. November 1997 in Belgrad, Bundesrepublik Jugoslawien) ist ein nordmazedonischer Sprinter serbischer Herkunft, der seit 2019 für Nordmazedonien an den Start geht.

## Sportliche Laufbahn
Erste internationale Erfahrungen sammelte Jovan Stojoski 2019, als er für Nordmazedonien an den U23-Europameisterschaften in Gävle teilnahm und dort im 400-Meter-Lauf in 47,01 s den sechsten Platz belegte und über 200 Meter mit 21,64 s in der ersten Runde ausschied. Über 400 Meter erhielt er zudem eine Einladung für die Weltmeisterschaften in Doha, bei denen er mit 47,92 s im Vorlauf ausschied. 2020 wurde er bei den Balkan-Hallenmeisterschaften in Istanbul in 48,50 s Zweiter im B-Finale und bei den Freiluftmeisterschaften in Cluj-Napoca wurde er in 21,50 s ebenfalls Zweiter im B-Finale über 200 Meter und über 400 Meter siegte er mit 47,51 s im B-Lauf. 2021 startete er über 400 Meter bei den Halleneuropameisterschaften in Toruń und schied dort mit 48,60 s in der ersten Runde aus. Ende Juni belegte er bei den Balkan-Meisterschaften in Smederevo in 21,55 s den neunten Platz über 200 m und im 400-Meter-Lauf erreichte er nach 47,66 s Rang fünf. Anschließend nahm er dank einer Wildcard an den Olympischen Spielen in Tokio teil und scheiterte dort mit neuer Bestleistung von 46,81 s in der Vorrunde über 400 m.
2022 belegte er bei den Balkan-Hallenmeisterschaften in Istanbul mit 48,78 s Rang fünf im ersten Lauf über 400 m und anschließend schied er bei den Hallenweltmeisterschaften in Belgrad mit 47,80 s in der ersten Runde aus. Im Juni gelangte er bei den Balkan-Meisterschaften in Craiova mit 21,54 s auf Rang zehn über 200 Meter und im 400-Meter-Lauf belegte er in 47,09 s den elften Platz. Anschließend verpasste er bei den Mittelmeerspielen in Oran mit 47,07 s den Finaleinzug über 400 Meter. Im Jahr darauf wurde er bei der 3. Liga der Team-Europameisterschaft im Rahmen der Europaspiele in Chorzów in 21,66 s Achter über 200 Meter und wurde in 47,82 s Fünfter über 400 Meter. Zudem belegte er in der 4-mal-100-Meter-Staffel in 41,75 s den fünften Platz und gelangte mit der Mixed-Staffel mit 3:40,64 min auf Rang vier. Anschließend wurde er bei den Balkan-Meisterschaften in Kraljevo in 21,51 s Erster im C-Lauf über 200 Meter und gelangte über 400 Meter mit 47,60 s auf Rang vier im B-Lauf. Zudem belegte er in der 4-mal-400-Meter-Staffel in 3:22,39 min den vierten Platz. 2024 gelangte er bei den Balkan-Meisterschaften in Izmir mit 53,00 s auf Rang neun über 400 m Hürden und belegte mit der 4-mal-100-Meter-Staffel in 41,59 s den vierten Platz. Im Jahr darauf entschied er bei den Balkan-Hallenmeisterschaften in Belgrad in 49,16 s den D-Lauf über 400 Meter für sich. Ende Juni startete er bei der 3. Liga der Team-Europameisterschaft in Maribor über 400 m Hürden sowie in der 4-mal-100-Meter-Staffel und in der Mixed-Staffel über 4-mal 400 Meter. Anschließend wurde er bei den Balkan-Meisterschaften in Volos in 52,84 s Dritter im B-Lauf über 400 m Hürden und belegte mit der 4-mal-100-Meter-Staffel in 41,84 s den fünften Platz. 
In den Jahren 2020 und von 2022 bis 2024 wurde Stojoski nordmazedonischer Meister im 100-Meter-Lauf sowie 2020 und 2023 über 400 Meter und von 2022 bis 2024 über 200 Meter. 2024 wurde er Landesmeister im 400-Meter-Hürdenlauf.

## Persönliche Bestleistungen
- 100 Meter: 10,59 s (−0,9 m/s), 1. Mai 2022 in Bar
- 200 Meter: 21,32 s (+0,1 m/s), 30. Juni 2021 in Sarajevo (nordmazedonischer Rekord)
  - 200 Meter (Halle): 21,56 s, 26. Dezember 2021 in Belgrad (nordmazedonischer Rekord)
- 300 Meter: 33,83 s, 3. Oktober 2020 in Ohrid (nationale Bestleistung)
- 400 Meter: 46,81 s, 1. August 2021 in Tokio
  - 400 Meter (Halle): 47,18 s, 20. Februar 2022 in Budapest (nordmazedonischer Rekord)
- 400 m Hürden: 52,33 s, 19. Juni 2024 in Maribor (nordmazedonischer Rekord)